# Karang Lo
Karang Lo is een bestuurslaag in het regentschap Pasuruan van de provincie Oost-Java, Indonesië. Karang Lo telt 3605 inwoners (volkstelling 2010).